# Igor Ponomaryov
Igor Anatolyevich Ponomaryov (em russo, Игорь Анатольевич Пономарёв: (Bacu, 24 de fevereiro de 1960) é um ex-futebolista profissional russo que atuava como meio-campo, campeão olímpico em Seul 1988.

## Carreira
Igor Ponomaryov foi campeão olímpico com a União Soviética, derrotando o Brasil na final de Seul 1988.